# Gare de El Puerto de Santa María
La gare de El Puerto de Santa María est une gare ferroviaire espagnole, elle est située à l'extérieur de la vieille ville près du Guadalete.
Elle est desservie par la ligne régionale A-1 entre Séville et Cadix et la ligne de banlieue C-1 entre Cadix et Jerez de la Frontera.

## Histoire
La gare a été entièrement remaniée en attendant l'arrivée de ligne à grande vitesse Séville-Cadix qui permet de rejoindre les deux capitales culturelles andalouses. Elle aura la particularité d'accueillir deux types d'écartement de rails : international (UIC) pour l'AVE Séville-Cadix et espagnol pour les lignes régionales.

## Service des voyageurs

### Desserte
- Cercanias, La fréquence des trains est comprise entre 15 et 60 minutes durant la journée. Alors que les week-ends et jours fériés la fréquence est d'un train par heure.

| Lignes | Destination                  |
| ------ | ---------------------------- |
|        | Cadix - Jerez de la Frontera |

- Andalucia Exprés, ligne régionale

| Lignes | Trajet                                 | Villes desservies |
| ------ | -------------------------------------- | --- |
| A1     | Séville - Jerez de la Frontera - Cadix | Séville-Santa Justa - Sevilla-San Bernardo - Séville-Virgen del Rocío - Dos Hermanas - Utrera - Las Cabezas - Lebrija - Jerez de la Frontera - El Puerto de Santa María - Puerto Real - San Fernando-Bahía Sur - San Fernando-Estadio - Segunda Aguada - Cádix |

- Grandes Lignes

| Nom                       | Destination                     | Matériel  |
| ------------------------- | ------------------------------- | --------- |
| Altaria                   | Madrid-Atocha - Cadix           | Talgo VII |
| Trenhotel Antonio Machado | Gare de Barcelone-Sants - Cadix | Talgo     |